# Tacuja Tanaka
Tacuja Tanaka (japonsko 田中 達也), japonski nogometaš, * 27. november 1982.
Za japonsko reprezentanco je odigral 16 uradnih tekem.